# Пункція

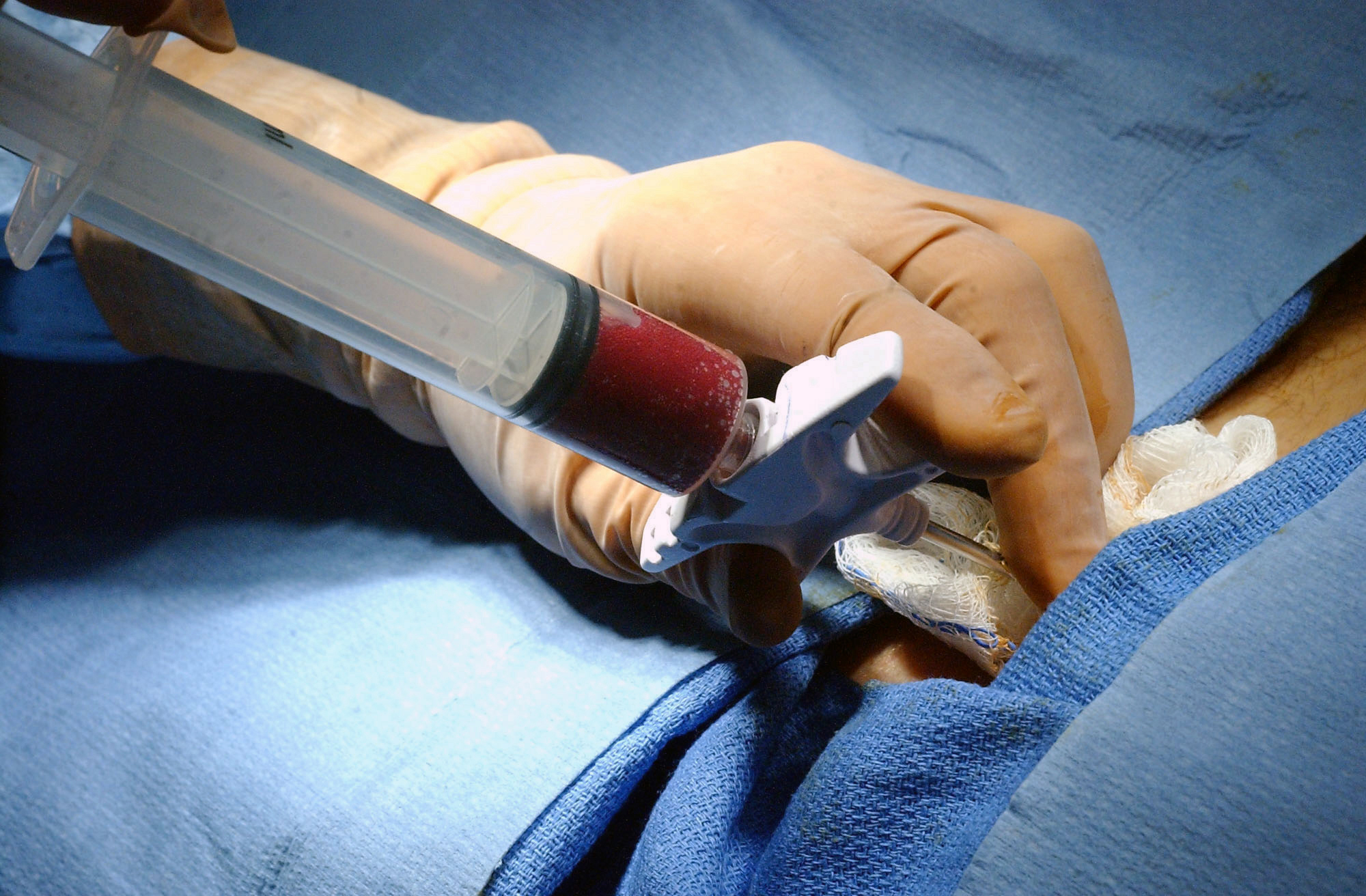
Проведення пункції.

Пу́нкція (дав.-гр. κέντησις[centesis] — прокол, пункція; лат. punctio — укол; англ. puncture) — проколювання стінки будь-якої порожнини чи утвору організму (судини, порожнистого або паренхіматозного органу, пухлини, інфільтрата) з лікувальною або діагностичною метою.
Пункції відносяться до малих операційних втручань.

## Види пункцій
За метою здійснення:
- Лікувальна
- Діагностична

Діагностичні пункції застосовують для точної діагностики захворювання шляхом аналізу вмісту порожнини (наприклад, плевральної) з його цитологічним, біохімічним та бактеріологічним дослідженням або шляхом вивчення (мікроскопічного, ультрамікроскопічного, цитохімічного та хромосомного) клітин, отриманих з патологічно змінених органів; для вимірювання тиску (в серцевих порожнинах, великих судинах, спинномозковому каналі), а також для введення в порожнину контрастних речовин або повітря (рентгенодіагностика).
Лікувальні пункції застосовують для витягнення з порожнини патологічного вмісту (гною, крові, повітря, рідини), промивання її та введення в порожнину лікарських речовин.
Нерідко обидва види пункцій поєднуються.
Також, пункції поділяються анатомічно (за ціллю):
- пункцію вен[1] (венепункція, катетеризація вени) для відібрання крові на аналіз, кровопускання, введення ліків або переливання крові;
- пункцію плевральної порожнини (торакоцентез) при ексудативному плевриті та для виведення повітря (чи рідини) з порожнини (дренаж за Бюлау), а також для накладання штучного пневмотораксу;
- пункцію черевної порожнини (лапароцентез) при асциті;
- пункцію суглобів (артроцентез) як із лікувальною, так і з діагностичною метою;
- пункцію спинномозкового каналу для аналізу спинномозкової рідини, введення ліків або рентгеноконтрастних речовин;
- пункція шлуночків головного мозку[2]
- субокципітальна пункція (пунктують велику потиличну цистерну головного мозку)
- пункцію сечового міхура при затримці сечі та неможливості ввести катетер
- амніоцентез, пункція навколоплідного мішка з метою аналізу амніотичної рідини
- та інш..

## Оснащення
Роблять пункцію шприцем із спеціальною голкою або троакаром із дотриманням усіх правил асептики та знеболюванням.
Об'єм шприца залежить від ймовірного об'єму вмісту який планується евакуювати з порожнини. Довжина голки має бути відповідною з запасом 1-2 см, щоб досягнути цілі пункції.

## Ускладнення
Ускладнення поділяють на дві групи:
- загальні:
  - кровотеча; гематома
  - інфікування
  - Злам голки
  - Колапс; гіпотензія
  - та інш..
- специфічні

Загальні ускладнення характерні для будь-якого виду пункції чи іншої медичної процедури, де використовують різноманітні голки.
Специфічні, характерні лише для певного виду пункції.